# سیدلر (آرتوین)
سیدلر (به ترکی استانبولی: Seyitler) یک منطقهٔ مسکونی در ترکیه است که در آرتوین واقع شده‌است. سیدلر ۲٬۰۸۷ نفر جمعیت دارد و ۵۸۰ متر بالاتر از سطح دریا واقع شده‌است.